# Марті Нотстейн
Марті Нотстейн (англ. Marty Nothstein, 10 лютого 1971) — американський велогонщик.
Олімпійський чемпіон 2000 року в спринті, срібний призер 1996 року в спринті.
Чемпіон світу з трекових велоперегонів 1994 (кейрін), 1994 (спринт), 1996 (кейрін) років, срібний призер 1996 року в спринті, бронзовий призер 1995 (командний спринт), 1997 (кейрін) років.